# Enel So.l.e.
Enel Sole S.r.l. (Società Luce Elettrica) è una azienda italiana controllata dal Gruppo Enel, attiva nel settore dell'illuminazione pubblica e architetturale.
Tra i principali operatori italiani nella progettazione, realizzazione e gestione di sistemi di illuminazione pubblica, l’azienda fornisce servizi di illuminazione pubblica e attività correlate alla Pubblica Amministrazione. Le sue attività sono finalizzate a supportare la transizione energetica nei contesti urbani attraverso l’adozione del modello smart city, la riduzione delle emissioni di CO2, il miglioramento della qualità della vita urbana, la valorizzazione degli elementi architettonici e paesaggistici, nonché l’integrazione con altri servizi digitali presenti sul territorio.
Fondata nel 1999 e ad oggi gestisce oltre 2 400 comuni per un totale di circa 1 643 000 di punti luce, il che la rende una delle principali aziende a livello europeo che operano in questo settore. La sua sede è a Roma.

## Storia

### 1999: origini e fondazione
Enel Sole è stata costituita nel 1999 come società del Gruppo Enel attiva nella gestione dell’illuminazione pubblica e architetturale in Italia. La denominazione So.L.E. (Società Luce Elettrica) riflette la natura dell’attività societaria.

### Anni 2000: attività operative e digitalizzazione
Negli anni 2000, l’azienda ha stipulato convenzioni con diversi enti locali per la gestione e la manutenzione dell’illuminazione pubblica. Sono stati introdotti anche sistemi di telegestione e monitoraggio remoto e sono stati avviati progetti di illuminazione architetturale destinati a monumenti, aree turistiche e centri storici.

### 2009: Introduzione della tecnologia LED
A partire dal 2009, Enel Sole è stata la prima azienda italiana ad impiegare su larga scala la tecnologia LED per l’illuminazione pubblica, riducendo i consumi energetici fino al 70% rispetto ai sistemi precedenti e segnando un progressivo orientamento verso l’efficienza energetica.

### Anni 2010: estensione delle attività e applicazioni tecnologiche
Nel corso del decennio, Enel Sole ha ampliato la propria operatività sul territorio italiano, collaborando con le amministrazioni locali per progetti di riqualificazione urbana e sicurezza stradale. Negli anni, vengono introdotti anche sistemi di illuminazione adattiva, che modulano l’intensità luminosa in base al traffico e alle condizioni ambientali.

### 2020-2025: Tecnologie digitali e sostenibilità
A partire dal 2020, Enel Sole ha integrato applicazioni basate su Internet of Things, Intelligenza Artificiale e big data nei propri sistemi, anche in un’ottica di sostenibilità ambientale.

## Attività

#### Illuminazione Pubblica
Enel Sole fornisce e gestisce impianti di illuminazione pubblica utilizzando tecnologie LED ad alta efficienza per contenere i consumi, migliorare la sicurezza urbana e ridurre l’inquinamento luminoso. Le principali tecnologie includono: i sistemi di telecontrollo per la gestione e il monitoraggio in tempo reale da remoto; l’illuminazione adattiva per regolare automaticamente la luce in base a fattori ambientali; progetti su misura in base alle caratteristiche dei territori.

#### Illuminazione architetturale
L’unità dedicata all’illuminazione architetturale, nata originariamente con il progetto “Luce per l’Arte” di Enel, è attiva in Italia e all’estero con progetti di valorizzazione dei beni culturali, dei monumenti e degli spazi urbani e naturali. Negli anni, integrando tecnologie di lighting design, ingegneria, architettura e storia dell’arte, Enel Sole ha realizzato progetti di illuminazione architetturale, sia in ottica di valorizzazione (esaltare edifici e monumenti nel rispetto del loro contesto) sia di illuminazione scenografica utilizzando tecnologie RGB , illuminazioni mappate e videomapping. Le iniziative, di tipo permanente o temporaneo, includono tutte le fasi del progetto, dalla progettazione fino all’installazione e gestione degli impianti.

#### Servizi digitali e Smart City
Nell’ambito delle smart city, Enel Sole fornisce tecnologie digitali per la gestione delle infrastrutture urbane intelligenti, con strumenti rivolti alle pubbliche amministrazioni e ai cittadini. L’azienda ha sviluppato la piattaforma Enel YoUrban che consente di monitorare in tempo reale servizi urbani quali illuminazione, ricarica elettrica, videosorveglianza e sensori ambientali, permettendo anche la segnalazione di eventuali guasti. La piattaforma include una sezione open data con tre indici sviluppati in collaborazione con startup e università: il Circular City Index, il 15 Minute City Index e il CO2 City Index, utili per la pianificazione urbana e per la transizione ecologica. I sistemi digitali di Enel Sole comprendono anche connettività wi-fi urbana e monitoraggio ambientale con parametri di qualità dell’aria, temperatura e umidità.

## Progetti

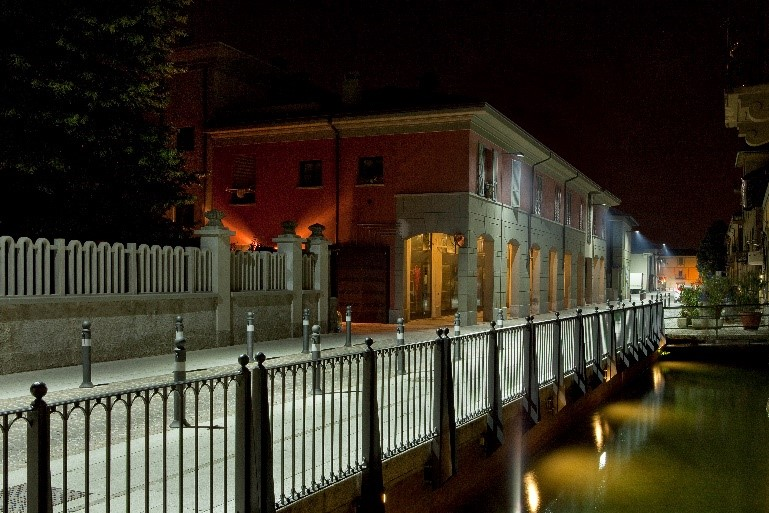
Installazione di Enel Sole presso il Comune di Treviglio

In occasione di EXPO 2015 Milano, Enel Sole è stata Official Global Lighting Solutions Partner ed è stata incaricata della fornitura di dispositivi LED di ultima generazione per l’illuminazione outdoor del sito espositivo e dei padiglioni dei Paesi partecipanti, contribuendo alla riduzione delle emissioni inquinanti connesse ai consumi.
A partire da dicembre 2015, nell’ambito del Consip Servizio Luce 4, l’azienda si è aggiudicata la gestione di oltre 530.000 punti luce in diverse regioni e città italiane, tra cui Catania, Reggio Calabria, Siracusa e Alessandria.
Ad aprile 2018, a Brindisi, Enel Sole ha promosso la riqualificazione dell’illuminazione presso il Parco del Cillarese con la sostituzione di 340 vecchi lampioni in favore di dispositivi LED ad alta efficienza energetica.
In occasione del Giro d’Italia 2022, Enel Sole ha realizzato il progetto “Monumenti Rosa” per l’illuminazione scenografica temporanea di monumenti attraverso luci rosa a basso consumo. L’iniziativa ha coinvolto varie città italiane ed è stata arricchita da un’opera luminosa dell’artista Arthur Duff.
A settembre 2022, a Firenze, è stato avviato il progetto “Luci sul David” presso la Galleria dell’Accademia di Firenze, con un nuovo impianto LED per valorizzare il David di Michelangelo e altre opere.
Ad aprile 2023 Enel Sole ha avviato un progetto di riqualificazione dell’illuminazione pubblica nel Comune di Collegno, con la sostituzione dei corpi illuminanti non a LED, manutenzione ordinaria, interventi in caso di guasti e attivazione di un sistema di segnalazione tramite app e numero verde.
A partire da settembre 2023, a Bologna, l’azienda si è occupata della riqualificazione dell’illuminazione pubblica gestendo e modernizzando oltre 45.000 punti luce e 5.100 semafori, integrando inoltre i sistemi di telecontrollo e avviando anche un progetto pilota per l’illuminazione adattiva.
Tra dicembre 2024 e gennaio 2025, Enel Sole ha realizzato ad Assisi un progetto di illuminazione natalizia ispirato al “Cantico delle Creature” di San Francesco, con proiezioni artistiche e tecnologie ad alta efficienza supportate dall’intelligenza artificiale.
In occasione di Expo 2025 Osaka, l’azienda è incaricata dell’illuminazione del Padiglione Italia, progettato da Mario Cucinella Architects, utilizzando luci LED dinamiche, a basso impatto ambientale e con controllo digitale.